# Dějiny Kolumbie

Státní znak Kolumbijské republiky

Dějiny Kolumbie jsou dějinami území současné Kolumbijské republiky, které jsou provázány s dějinami okolních zemí severu Jižní Ameriky (Ekvádor, Venezuela, Panama), přičemž po velký úsek dějin byly tyto země součástí jednoho státního celku.
Od prvního tisíciletí př. n. l. se na území Kolumbie rozvíjely indiánské kultury. Nejvlivnějším byl kmen Čibčů, s nímž jsou spjaty kultury Muisca a Tairona. V 16. století začala španělská kolonizace. Území Kolumbie dlouho spadalo pod španělskou koloniální jednotku místokrálovství Peru, avšak roku 1717 Španělé založili místokrálovství Nová Granada, se sídlem v Bogotě, hlavním městě současné Kolumbie. Do tohoto celku spadala i Panama, Venezuela a Ekvádor. Na počátku 19. století byli Španělé vytlačeni revolučními vojsky Simóna Bolívara. Ten založil v hranicích starého místokrálovství nový stát (Velká Kolumbie). Z něho se však roku 1831, navzdory Bolívarově úsilí, odtrhla Venezuela a Ekvádor. Kolumbijské a panamské území zůstalo součástí jednoho státního celku, který se začal nazývat Republika Nová Granada. Tento stát byl však zmítán napětím mezi centralizačními a federalizačními snahami. Sporům padlo v několika občanských válkách a revoltách za oběť statisíce lidí. Dlouho vítězili federalisté a moc regionů zesilovala, s čímž se měnil i státoprávní charakter: roku 1858 tak vznikla Granadská konfederace, v roce 1863 Spojené státy kolumbijské.
Až ke konci 19. století se trend obrátil a političtí lídři začali pracovat na unitarizaci a centralizaci země. Klíčovým zlomem byl roku 1886, kdy vznikla Kolumbijská republika. Cenou za centralizační tendence však byla ztráta Panamy (1903), v čemž sehrály roli též obchodní zájmy Spojených států amerických v Panamském průplavu. Poté následovalo několik desetiletí poklidného rozvoje a konsenzu na protekcionistickém katolickém státě, avšak ve 40. letech 20. století se vrátilo politické násilí, když mezi ozbrojenými křídly hlavních politických proudů, liberálů a konzervativců, propukly boje, hlavně ve venkovských oblastech (tzv. La Violencia). Obě hlavní strany sice nalezly smír, ale k mírové smlouvě se nepřipojila řada radikálních ozbrojených frakcí na venkově. Takto vzniklá partyzánská hnutí, z nichž některá časem přijala komunistickou ideologii, přetrvala až do 21. století. V 70. letech 20. století si obrovskou moc získaly drogové mafie, jejichž vliv prorostl i do vládnoucí třídy. V roce 1990 země odvrhla protekcionismus a pokusila se zapojit do globální ekonomiky. Vyhlásila též válku mafiím. Zahájen byl rovněž mírový proces s partyzánskými skupinami na venkově, jakkoli je složitý a provází ho nové přívaly násilí a terorismu.

## Prehistorie

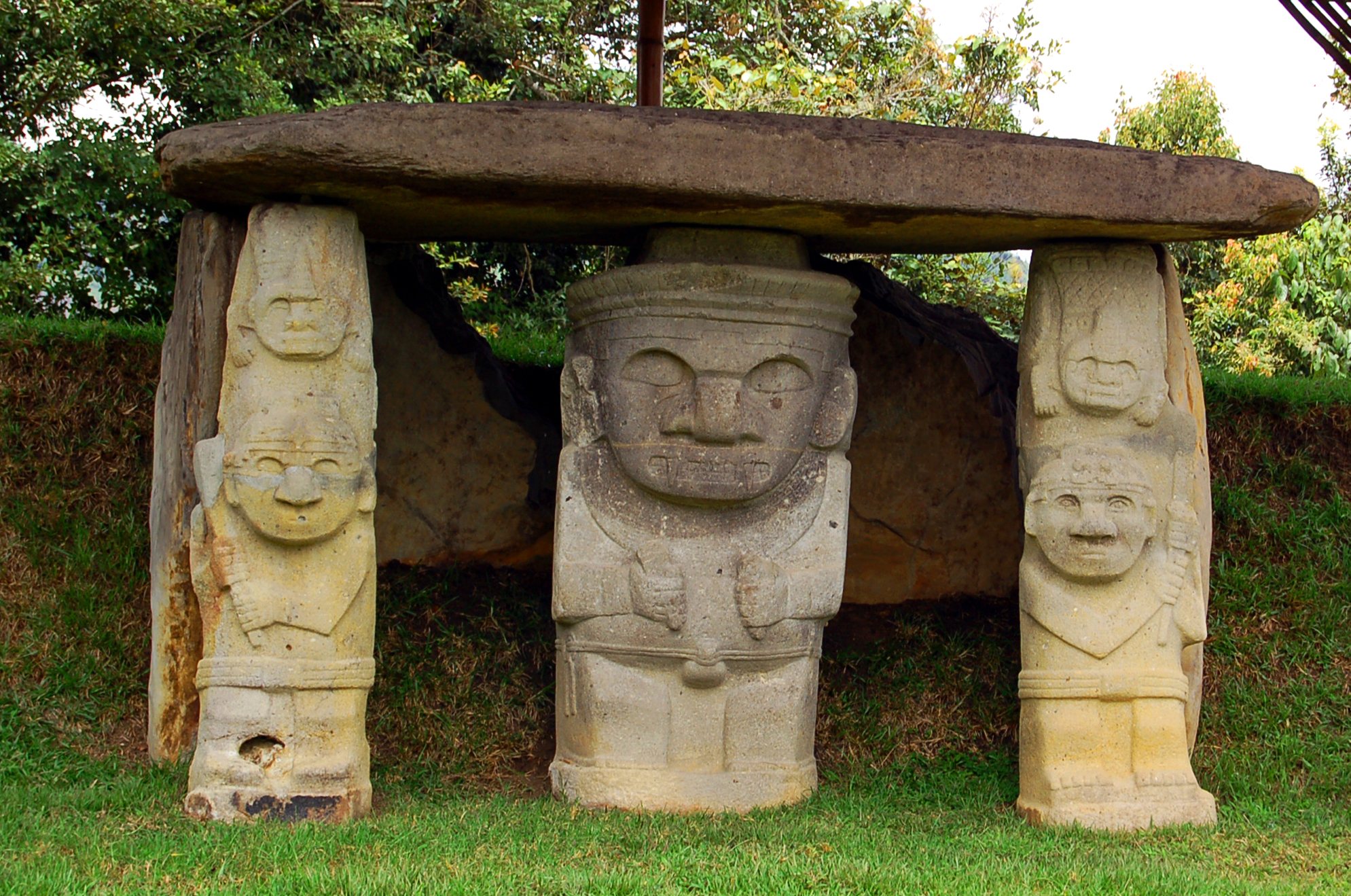
Nekropole v San Agustínu

Současné území Kolumbie bylo díky své poloze koridorem migrační vlny, která původně osídlila americký kontinent – postupovala ze Sibiře, přes Beringii, Aljašku, po západním pobřeží Severní Ameriky, do dnešního Mexika a odtud na území dnešní Kolumbie, které se stalo jakousi křižovatkou této migrace, kdy proud mířil buď dále po pobřeží do And, nebo se stočil do povodí Amazonky. Nejstarší archeologické nálezy pocházejí z nalezišť Pubenza a El Totumo, jež se nachází v údolí řeky Magdaleny, asi 100 kilometrů jihozápadně od Bogoty. Lovecko-sběračské skupiny jsou v okolí dnešní Bogoty doloženy z období 12 000 let př. n. l. (archeologická naleziště El Abra a Tequendama). Je dokázáno, že též obchodovaly, jednak mezi sebou navzájem a také s uvedenými kulturami žijícími v údolí řeky Magdaleny. V nalezišti San Jacinto byla nalezena keramika, jde o nejstarší keramiku v celé Americe, pochází z období 5 000–4 000 př. n. l. Krátce poté se předpokládá přechod k zemědělské kultuře. Od 1. tisíciletí začínají odborníci rozlišovat jednotlivé indiánské kultury. Nejvýznamnější z nich byly Muisca a Tairona, které tvořili Čibčové. Dále to byly kultury Quimbaya, Tierradentro a San Agustín. Těžily a zpracovávaly kovy. Na vrcholu mocenské pyramidy těchto společností stáli náčelníci zvaní kasikové (pojem se dnes v jižní Americe užívá pro vlivné regionální politiky). Nejrozvinutější mocenský systém vyvinuli Čibčové, kteří sídlili v oblasti Boyacá a Cundinamarca, a kteří dokonce vytvořili nadkmenovou konfederaci (tzv. Kondederace Muizca), jež bývá obvykle označována za nejpokročilejší v domorodé Americe, hned po říši Inků. O velikosti indiánské populace v Kolumbii v době příchodu Španělů se vedou spory, odhady se pohybují mezi 1,6 až 7 miliony. Čibčové vyráběli předměty ze zlata, které se později staly velkým lákadlem pro kolonisty. V San Agustínu po sobě indiáni zanechali pozoruhodnou nekropoli. Mnohé kultury zůstávají pro soudobou archeologii stále záhadné (Ztracené město).

## Španělská kolonizace

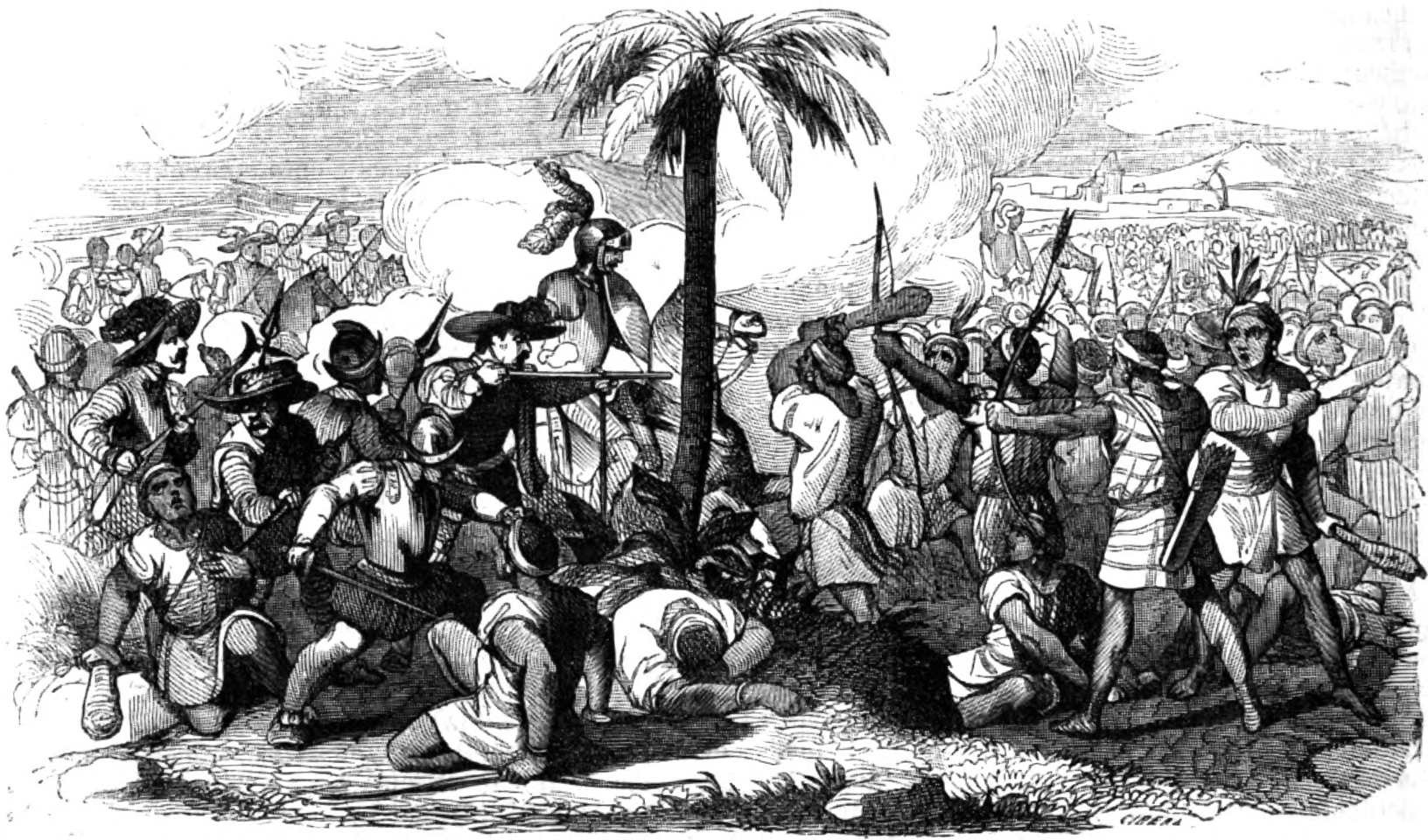
Bitva mezi Španěly a domorodci na pláních Riobamby

Prvním Evropanem, který dorazil ke kolumbijských břehům, byl Alonso de Hojeda, který roku 1499 přistál u Cabo de la Vela. První Španělé se na kolumbijském území usadili roku 1514. Roku 1525 bylo založeno město Santa Marta, 1. června 1533 založil španělský velitel Pedro de Heredia město Cartagena, na místě domorodé vesnice Calamarí. Cartagena rychle bohatla a rostla, mj. kvůli zlatu vyrabovanému z hrobek indiánské kultury Sinú. V touze po dalším zlatě započala poté kolonizace vnitrozemí. Conquistador Gonzalo Jimenéz de Quesada, který při tažení k jihu kolonizoval rozlehlou oblast podél řeky Magdalena, porazil kmen Čibčů a roku 1538 založil město Bogotu (Santa Fé de Bogotá). Nazval celou oblast El nuevo reino de Granada (Nové granadské království – podle maurského granadského království v jižním Španělsku, dobytého roku 1492). Dalšími významnými conquistadory byli Sebastián de Belalcázar a Nikolaus Federmann, Němec ve službách finančnického a šlechtického rodu Welserů, který se zasloužil o rozšíření pověsti o zlatém městě Eldorado.
V Bogotě byla v letech 1548–1549 zřízena audiencie (soudní a poradní dvůr) a od roku 1564 úřad guvernéra, podléhajícího místokráli v Limě. Protože spojení mezi oběma městy bylo zdlouhavé, došlo roku 1717 k založení nového místokrálovství Nová Granada (vyčleněno z dosavadního místokrálovství Peru). Místokrálovství představovala nejvyšší územní jednotku španělské správy v Americe. Nová Granada zahrnovala území dnešní Kolumbie, Panamy, Venezuely, Ekvádoru, severovýchodních částí Peru, západní části Guyany a severní části Brazílie.

## Velká Kolumbie

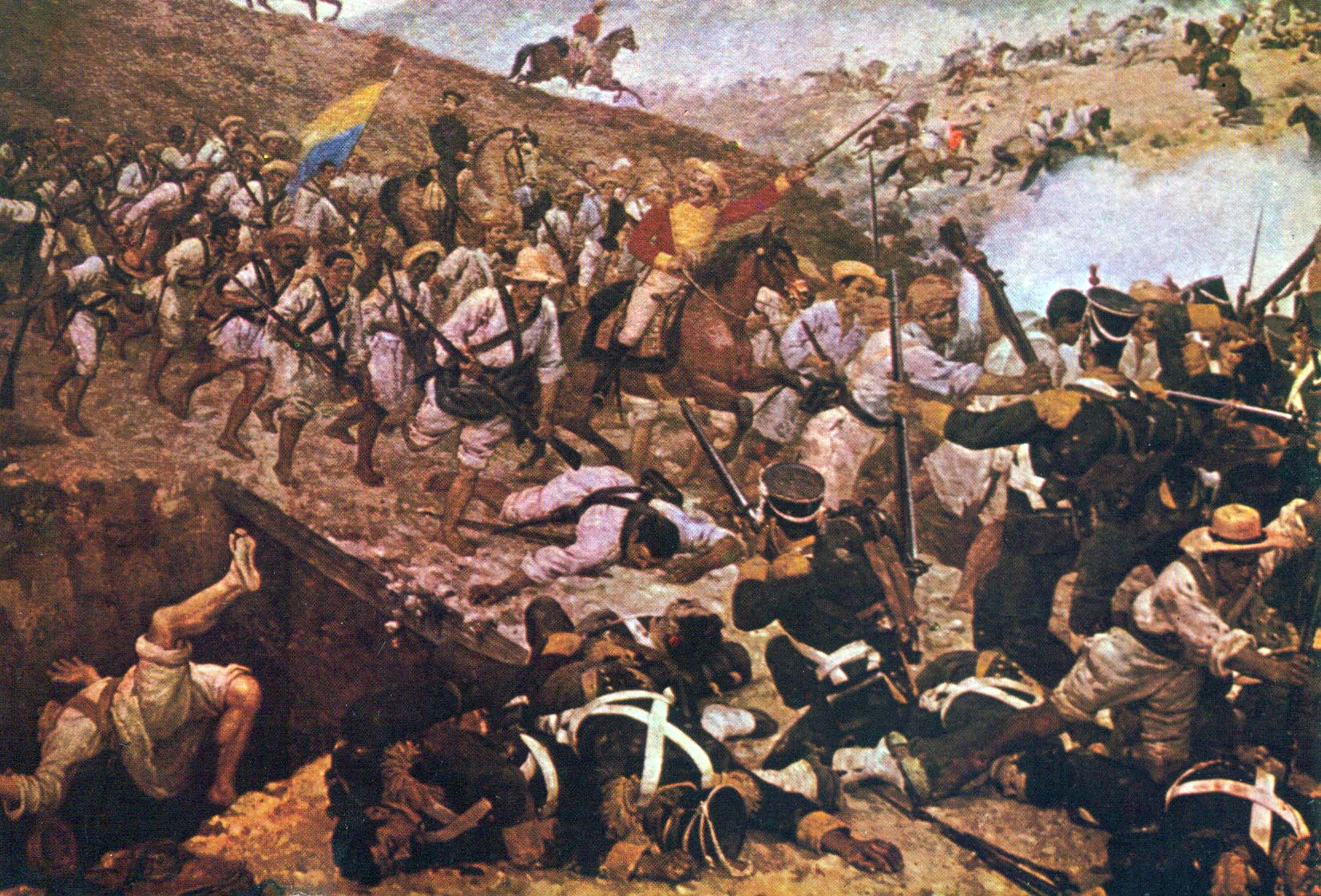
Bitva u Boyacá

Odboj proti španělské nadvládě vedli především Simón Bolívar a Francisco de Paula Santander v sousední Venezuele. Bolívar vstoupil se svými revolučními vojsky do Nové Granady v roce 1819. Po rychlé vojenské kampani, která skončila 7. srpna 1819 bitvou u Boyacá, Novou Granadu dobyl. Kongres 26 delegátů z Venezuely a Kolumbie, který do města Angostura (dnes Ciudad Bolívar) vojevůdce Bolívar svolal, pak vyhlásil republiku Velká Kolumbie, která zahrnovala všechna území místokrálovství Velká Granada (oficiální název zněl República de Colombia, přídavné jméno „Velká“ se k názvu státu přidává, aby se předešlo záměně se současnou Kolumbií).

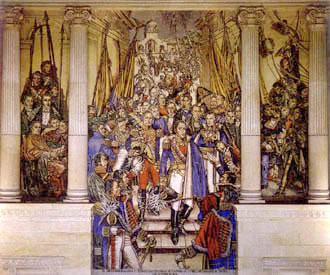
Kongres v Cúcutě na nástěnné malbě Santiaga Martíneze Delgada

Bolívar byl zvolen prvním prezidentem Velké Kolumbie, Santander viceprezidentem. Na kongresu v Cúcutě roku 1821 byla přijata nová ústava, která určila jako hlavní město státu Bogotu. Ještě roku 1821 byla též připojena Panama. V roce 1822 se Velká Kolumbie stala prvním bývalým španělským územím, jež jako nezávislý stát uznaly Spojené státy americké, zejména díky úsilí diplomata Manuela Torrese, jež se poté stal prvním kolumbijským velvyslancem v USA. Ačkoli země byla rozdělena na tři části - Venezuela, Cundinamarca a Quito - kongres v Cúcutě zvolil velmi centralistickou formu vlády, přestože mezi delegáty byla řada federalistů. Důvodem byla představa, že centralismus je nezbytný pro úspěšné zvládnutí války proti Španělsku, která na kontinentu stále ještě probíhala (kolumbijská armáda skutečně během 20. let zasahovala ve Venezuele či v Peru). Centralizace byla ještě zesílena reformou z roku 1824. Avšak poté, co v polovině 20. let války proti Španělsku skončily, problém federalizace se dostal znovu do popředí.
Nespokojenost vyrašila zejména v Ekvádoru. Ten od konce osmnáctého století trpěl úpadkem svého textilního průmyslu v důsledku levnějších dovozů z ciziny. Velká Kolumbie si ovšem osvojila politiku nízkých cel, což vyhovovalo venezuelským zemědělcům. Ekvádorci se domnívali, že je tato politika poškozuje. Měli rovněž pocit, že nejsou dostatečně zastoupeni ve federální vládě, a že jim jsou upírány klíčové funkce v armádě. Paradoxně podobné pocity brzy zaplavily i Venezuelu. Do čela hnutí za důslednou federalizaci a proti centralismu se tam postavil José Antonio Páez. Jeho vzpoura z roku 1826, zvaná trochu ironicky Cosiata („nevýznamná věc“), si získala sympatie v celé Venezuele. V červenci a srpnu vydaly místní vlády v Guayaquilu a v Quitu prohlášení o podpoře Páezových akcí. Bolívar si v tomto momentě nedostatečně uvědomil, že se dostal mezi dva mlýnské kameny a přišel s návrhem dosti konzervativní nové ústavy (založené na bolivijské), která vycházela vstříc zejména Ekvádorcům. To však popudilo mnohem liberálnější Venezuelce. Vzápětí vypukly potyčky mezi příznivci Páeze a Bolívara na východě a jihu Venezuely. Bolívar pohrozil vojenskou silou, ale nakonec zvolil dohodu s Páezovci. Ta nicméně nevyřešila základní rozpor mezi centralisty a federalisty, ani problém nové ústavy.
V roce 1828 se sešlo ústavodárné shromáždění v Ocaña, aby vytvořilo novou ústavu. Bolívar znovu přišel s „bolivijskou verzí“, ale neprosadil ji. Opozici vedli zejména Santander, Páez a José María Obando (budoucí kolumbijský prezident). Bolívarovští delegáti pak kongres raději rozbili, aby Bolívar nemusel akceptovat návrh, který se na kongresu rodil. Od toho momentu byla země v chaosu. Jejímu rozpadu na chvíli zabránila válka s Peru, která roku 1828 vypukla kvůli starým teritoriálním sporům. Peru bylo ovšem roku 1829 poraženo a Velká Kolumbie se musela vrátit k vnitřním problémům. Když Bolívar v roce 1830 viděl, že země se rozpadá, rezignoval na svou funkci. To byl faktický konec státu, oficiálně zanikl roku 1831. Na jeho místě vznikly tři nové: Venezuela (jejím prvním prezidentem se stal Páez), Ekvádor a Nová Granada. Republika Nová Granada vznikla v hranicích bývalé provincie Cundinamarca. Jejím jádrem byla současná Kolumbie. Její součástí zůstala také Panama.

## Republika Nová Granada

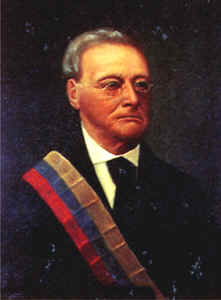
José Ignacio de Márquez

Republika Nová Granada existovala v letech 1831–1858.
V letech 1839–1841 probíhal občanský konflikt zvaný Válka nejvyšších. Šlo o pokus různých oblastních vůdců (tzv. gamonales) chopit se moci a svrhnout prezidenta José Ignacio de Márqueze. Na počátku byl spor o kláštery. V roce 1839 totiž Kongres odhlasoval uzavření klášterů v Pastu a věnování jejich příjmů na veřejné vzdělávání. Silně katolická oblast to brala jako urážku, navíc přitom byla podněcována Ekvádorem (mniši v oblasti byli většinou Ekvádorci). Lokální vůdcové tak zdvihli prapor federalismu a odmítli diktát centrální vlády.
Komplikovanou politickou hrou se do celé věci vpletl generál José María Obando. Ten měl nejprve podle představy opozičních santanderistů vzpouru potlačit. Santanderisté věřili, že si tím získá prestiž pro příští prezidentské volby. Jenže vládnoucí konzervativci pověřili úkolem jiné generály a navíc dostali z Obandy a jeho prestiže strach. Přinutili tedy vypovídat jednoho ze zajatých vzbouřenců (bývalého Obandova podřízeného José Erasa) proti Obandovi, byl konkrétně obviněn z účasti na atentátu před devíti lety. Aby unikl zatčení, uprchl Obanda na povstalecké území v Pastu a k překvapení mnohých se postavil do čela již prakticky poražené vzpoury. To přineslo obrat a povstání přešlo do protiofenzivy.
Rozhodující Obandovou chybou pak bylo, že žádal znovuobnovení Velké Kolumbie. To vystrašilo prezidenta Ekvádoru Juana José Florese, a ten nejenže stáhl svou podporu povstání, ale domluvil se dokonce s granadským prezidentem Márquezem, že vzpouru potlačí společně. Jako cenu žádal připojení některých kolumbijských území k Ekvádoru. Márquez souhlasil. Spojené síly granadského a ekvádorského prezidenta pak povstání skutečně rozdrtily. Ovšem jakmile vešlo ve známost, že Márquez slíbil Ekvádorcům územní ústupky, vypukl skandál. Z lokální protiprezidentské vzpoury se zrodila během pár dní vzpoura celonárodní.
Santanderisté aktivovali své lokální vůdce, a ti jeden po druhém začali vyhlašovat provincie suverénními státy. Nezávislost vyhlásilo 12 z 20 provincií, další čtyři provincie povstalci kontrolovali vojensky. Lokální vůdci se prohlásili tzv. jefes supremos (nejvyššími šéfy) svých států, proto je vzpoura v historiografii známa jako Vzpoura nebo Válka nejvyšších (Guerra de los Supremos). Návrat do Kolumbie podmiňovali okamžitou federalizací. Jeden ze vzbouřených vůdců, Manuel González, zaútočil dokonce na Bogotu a prezident Márquez z ní musel uprchnout. Vítězství Gonzáleze se zdálo už takřka jisté, když byl nečekaně poražen generálem Juanem José Neirou v bitvě u Buenavista (nebo u La Culebrera). Márquez se tak mohl vrátit do města a po příchodu divize Jih vedené Alcántarou Herránem se povstalci stáhli na sever. Nakonec byli zcela poraženi.
Druhou nejdůležitější událostí dějin Republiky Nová Granada byla občanská válka, jež vypukla roku 1851. Tentokrát se proti sobě postavili konzervativní vůdci Cauca a Antioquie (Manuel Ibánez, Julio Arboleda a Eusebio Borrero), kteří podporovali otrokářství, a liberální a protiotrokářský prezident José Hilario López. I tentokrát centrální moc zvítězila.
Neustálý tlak regionálních vlád však způsobil, že centrální vláda se nakonec rozhodla přece jen zemi ulevit vyšší mírou federalizace. Roku 1853 byla přijata nová ústava, která to měla umožnit. Postupně začaly vznikat nové federální státy, roku 1856 jako první Antioquia, následoval federální stát Santander. Roku 1857 přibyly další státy. Vláda se nakonec rozhodla, že je potřeba přijmout nejen novou ústavu, ale změnit i státoprávní charakter státu a federaci dotlačit až ke konfederaci. Stát byl podle toho i přejmenován: roku 1858 tak vznikla Granadská konfederace (Confederación Granadina).

## Granadská konfederace

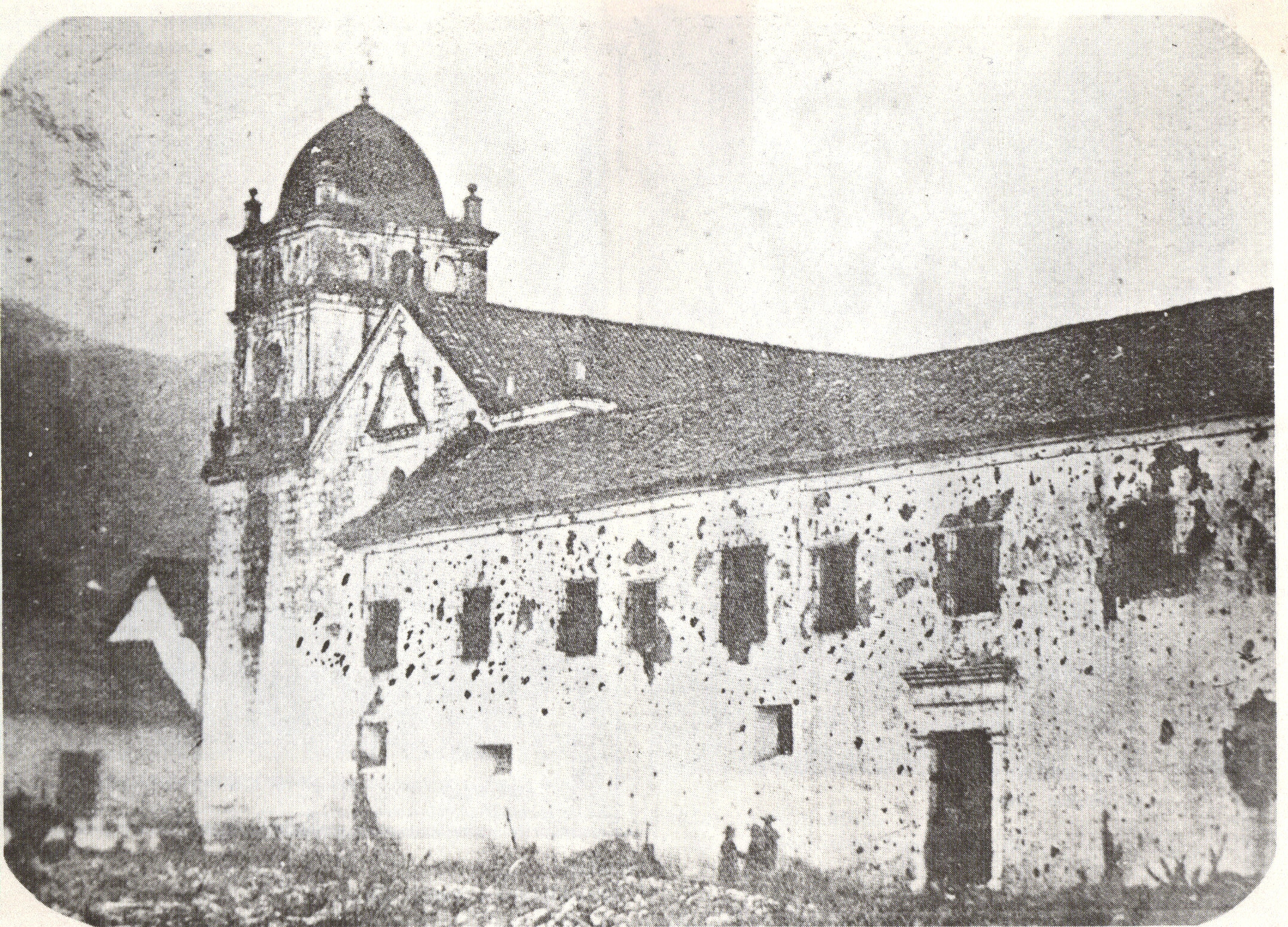
Občanská válka z let 1860-62: rozstřílený kostel v San Agustínu

Dějiny Granadské konfederace byly krátké (1858–1863) a naplněné klasickým střetem centra a regionů, za nímž však byl i střet mezi konzervativní a liberální stranou, dvěma klíčovými politickými silami té doby. Napětí nakonec vyústilo ve dvouletou občanskou válku (1860–1862).
Politické napětí vyvrcholilo v roce 1859, kdy Kongres schválil dva kontroverzní zákony. 8. dubna 1859 to byl zákon, který dával prezidentovi (v té době to byl konzervativec Mariano Ospina Rodríguez) právo odvolat guvernéry jednotlivých států konfederace. 10. května 1859 byl schválen další zákon, který dával prezidentovi pravomoc vytvářet v jednotlivých státech úřady, které mohly kontrolovat jejich hospodaření. Tyto zákony rozhněvaly mnoho liberálních vůdců v regionech, zvláště generála Tomáse Cipriana de Mosquera, bývalého prezidenta Nové Granady (1845-1849). Odsoudil tyto zákony jako protiústavní a navázal kontakt s dalšími liberálními vůdci v jiných státech konfederace, kteří mu poskytli podporu.
Dekretem z 8. května 1860 Mosquera přerušil vztahy s centrální vládou a vyhlásil samostatný stát Cauca. Od té chvíle země vstoupila do občanské války. Ospina Rodríguez odpověděl na rebelii vojenským útokem, ovšem kupodivu na stát Santander. To proto, že zde vládl asi nejvýznamnější politik liberální strany Eustorgio Salgar. Ten byl zajat, čímž chtěl prezident získat vzácného rukojmího. Boje se vzápětí rozšířily do dalších států, včetně Bolívaru, Antioquie, Magdaleny a Cauky. Nečekaným výpadem Mosquera 18. června 1861 dobyl Bogotu, prohlásil se za předsedu prozatímní vlády a zatkl Ospinu Rodrígueze i nově zvoleného prezidenta Bartolomého Calva. V roce 1862 se pak vzdali nebo byli zabiti poslední konzervativci a občanská válka skončila vojenským vítězstvím liberálů.
Vítězství regionálních politiků nevyhnutelně znamenalo nutnost přijmout novou ústavu, která ještě prohloubí federalismus. Stalo se tak roku 1863, na ústavodárném shromáždění v Rionegro. Stát byl podle ústavy přejmenován na Spojené státy kolumbijské. Vytvářelo je devět nezávislých států, v jejichž čele stáli prezidenti třímající většinu moci. Zrušena byla dokonce federální armáda.

## Spojené státy kolumbijské

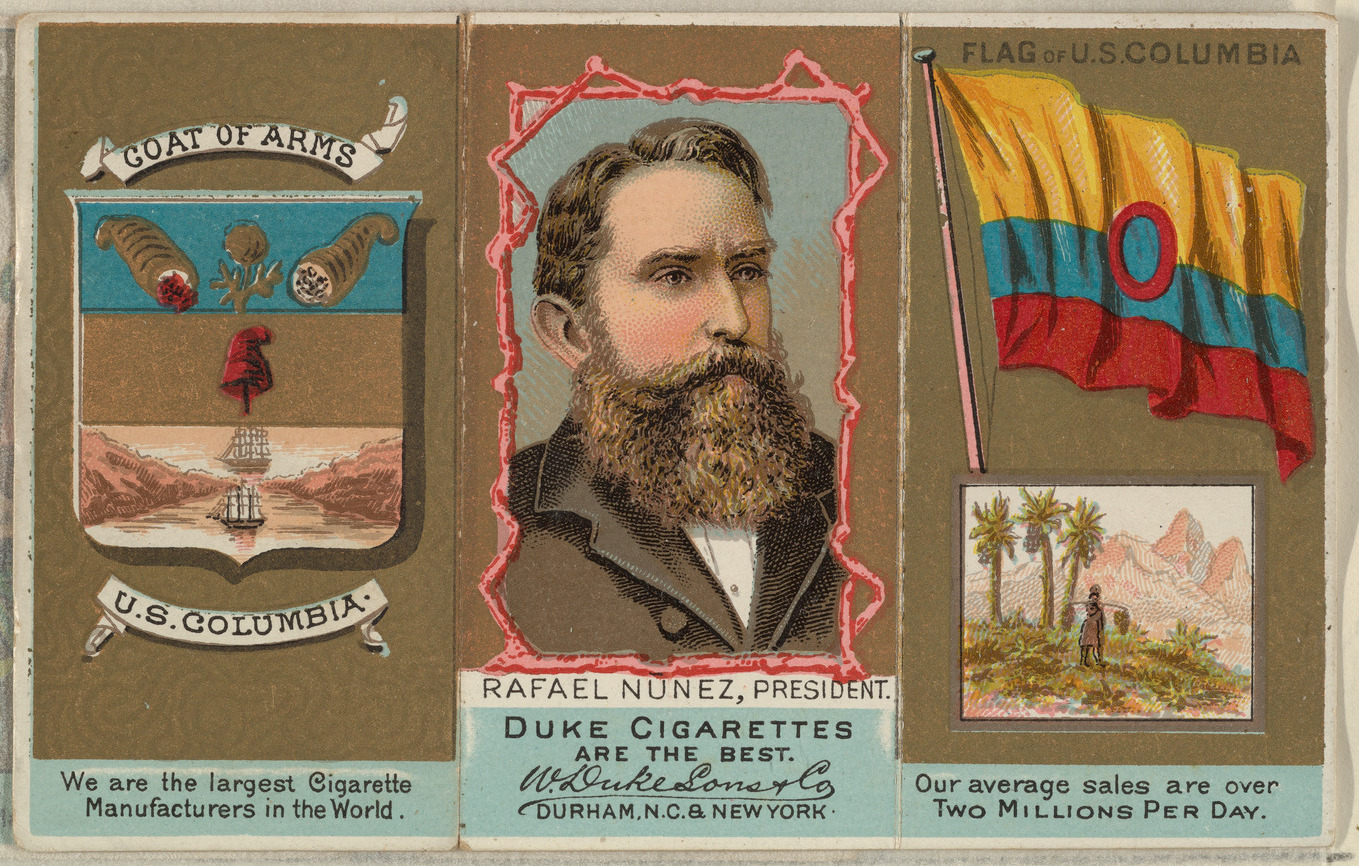
Prezident Rafael Núñez na reklamě na cigarety

Vítězství liberálů zásadně změnilo kolumbijskou společnost. Jednak nastala éra laissez-faire ekonomické politiky, a také vznikl vážný konflikt státu s katolickou církví, neboť nová vláda, aby pomohla oživit ekonomiku zpustošenou občanskou válkou, zabavila majetek náboženských organizací, jako byly školy, nemocnice, kláštery, kostely, pozemky a nemovitosti. Pozemky prodala průmyslníkům a majetek rozprodala.
Všechny státy federace si po celou dobu existence Spojených států ponechaly liberální režimy, konzervativcům se podařily během „liberálního dvacetiletí“ pouze dva převraty (1864 a 1867) ve státech Antioquie a Tolima.
Sami liberálové však postupně začali přehodnocovat svůj důraz na regionalismus, jehož byli dlouho symbolem. Zlom přišel někdy na počátku 80. let, kdy se stále více ukazovalo, že slabá federální moc brání zejména ve výstavbě velkých infrastrukturních projektů (již roku 1879 začala vláda připravovat stavbu Panamského průplavu a brzy bylo jasné, že na to její síly nestačí). V roce 1880 byl prezidentem zvolen liberál Rafael Núñez, který zahájil reformy vedoucí k posílení centrální vlády. Jeden z jeho prvních zákonů zmocnil vládu k založení centrální banky.
Roku 1884 byl Núñez znovu zvolen prezidentem, tentokrát však paradoxně spíše díky podpoře konzervativní strany a s velkou opozicí uvnitř strany liberální. Liberálové nespokojení s centralizační Núñezovou politikou se pokusili o rebelii, která vedla k další občanské válce. Núñez však hravě zvítězil a ihned situace využil k zásadní změně charakteru státu. Nechal roku 1886 schválit novou ústavu. Ta katolicismus prohlásila za státní náboženství, byly zrušeny federální státy a staly se z nich provincie státu unitárního, byla oddělena moc výkonná, zákonodárná a soudní a prezidentské období bylo prodlouženo na čtyři roky (předtím bylo dvouleté, aby moc centra byla oslabena). Byl změněn i název státu. Vznikla Kolumbijská republika. Kolumbijci právě rok 1886 často považují za datum vzniku svého současného státu.

## La Regeneración
Núñez zůstal klíčovou osobností. Vystoupil z liberální strany a založil si novou Národní stranu. Ta byla silně etatistická a nacionalistická. Vládla v Kolumbii od roku 1886 až do roku 1909. Toto období bývá označováno jako La Regeneración. Byť začalo krizí, která dokonce narušila územní celistvost země.

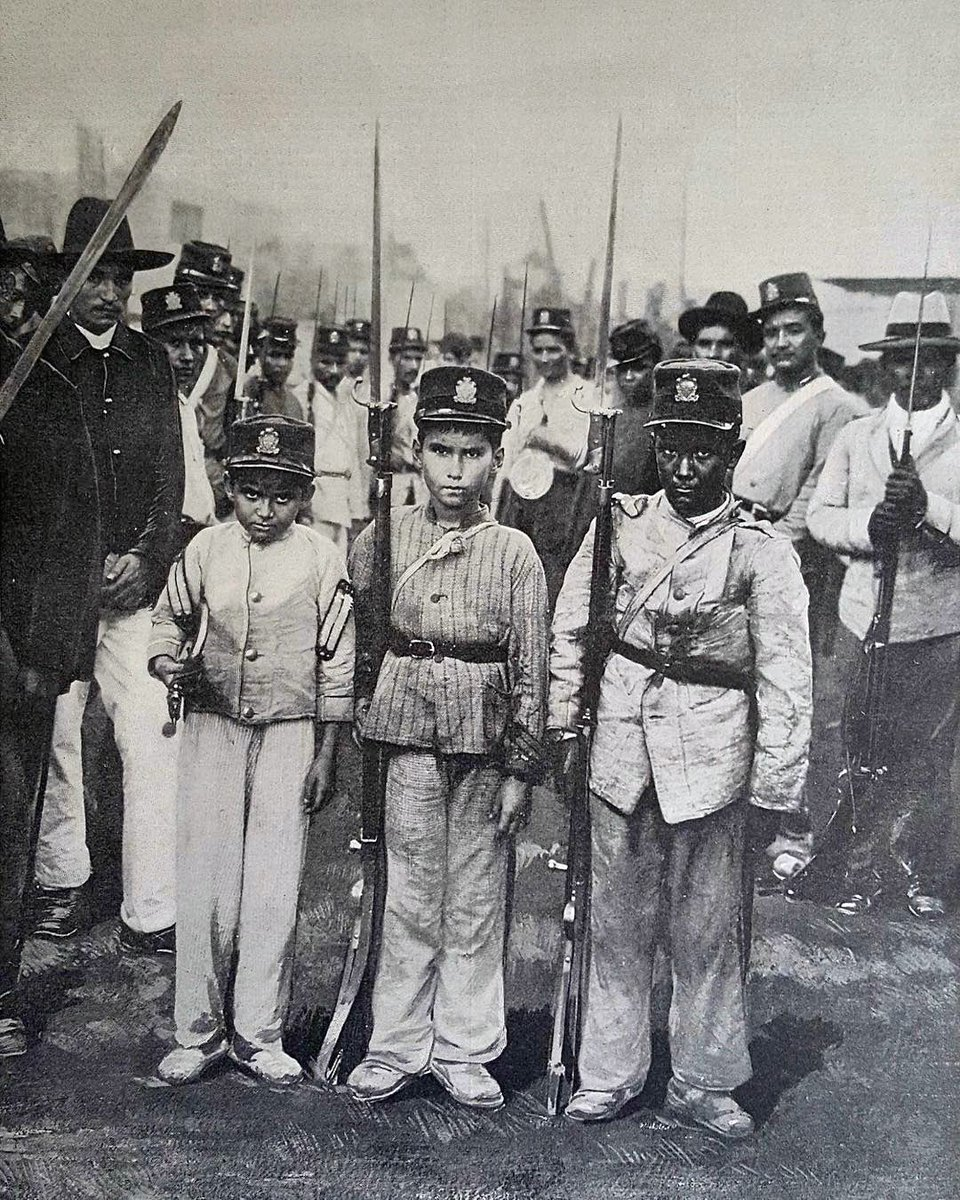
Kolumbijští dětští vojáci za Tisícidenní války, 1895

Se vznikem nové ústavy a unitárního státu, navíc z dílny jejich odpadlého člena, se totiž liberálové jen tak nesmířili. Roku 1898 zahájili další povstání známé jako Tisícidenní válka. Začala útokem radikálních liberálů na Bucaramangu v provincii Santander, jež byla tradiční liberální baštou. Ovšem skutečně akceschopné vojenské síly měli povstalci právě jen v Santanderu a v Panamě. Zdálo se tudíž, že rebelie je bez šancí. Jenže do situace zasáhl venezuelský prezident Cipriano Castro, který podpořil liberální povstalce v Panamě. To se znepokojením sledovaly Spojené státy americké, které usilovaly o možnost dostavět Panamský průplav. Ten začala kolumbijská vláda připravovat již roku 1879, jenže v roce 1887 musela přiznat, že stavbu není schopna dokončit a státní stavební společnost vyhlásila bankrot. Spojené státy se vzápětí nabídly, že stavbu dokončí. Jenže na podmínkách užívání kanálu po dokončení se vlády USA a Kolumbie neshodly. Americký prezident Theodore Roosevelt tudíž využil chaosu povstání a k ochraně „budoucích amerických zájmů“ vyslal do Panamy vojenské námořnictvo. Povstalci, kteří tušili, že by byli silami centrální kolumbijské vlády brzy rozdrceni, začali s Američany vyjednávat o jejich podpoře, výměnou za možnost dostavět a užívat kanál. Američané se nakonec rozhodli využít této situace a vzpouru podpořili. Liberální povstalci 3. listopadu 1903 vyhlásili nezávislost a založili nový stát Panama. USA ihned nový stát uznaly a podepsaly s novou vládou smlouvu o dostavbě a věčném užívání kanálu. Kolumbie střet s Američany nehodlala riskovat a s trpkostí secesi své provincie akceptovala. Povstání na jiných částech území však rozdrtila (za cenu zhruba 100 000 mrtvých) a nový režim začal zemi rychle měnit.

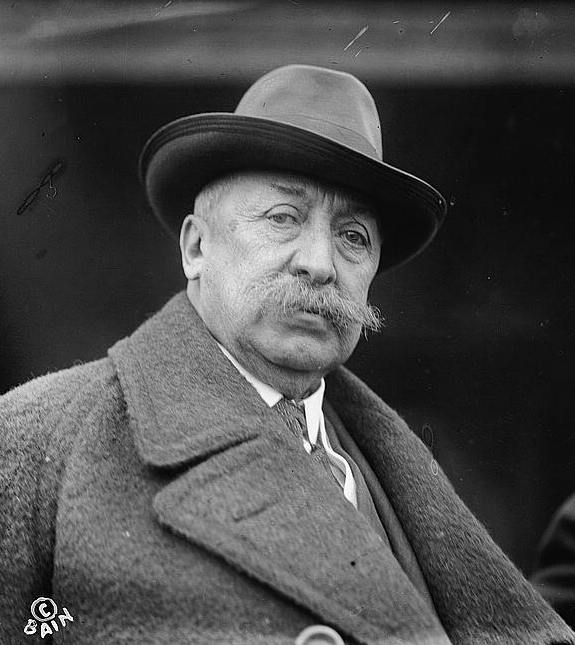
Rafael Reyes, autor řady reforem

Roku 1904 se stal prezidentem další politik Národní strany Rafael Reyes. Zavedl řadu reforem a pozměnil i ústavu z roku 1886. Posílil moc prezidenta a oslabil moc parlamentu. Stát získal monopol na alkohol a tabák, byla zahájena výstavba silnic a železnice, prezident zlepšil vztahy s Venezuelou, stabilizována byla měna. Stát podpořil zemědělce výhodnými úvěry, aby byli schopni vyvážet. Byla provedena též správní reforma, země byla rozdělena na 34 okresů a zvláštní okres Bogotu. Stát získal rovněž monopol na držení zbraní, a došlo tak k masivnímu odzbrojení obyvatelstva. Vlastnění zbraní bylo jednou z výsad minulosti, kterou podporovali liberálové, ale která také vedla k častým ozbrojeným povstáním. Vznikla silná federální armáda. Vstřícně se snažil nový režim řešit práva národnostních menšin. Právě díky Reyesovým úspěšným reformám získalo období vlády Národní strany označení La Regeneración, tedy Obnova. Roku 1909 sice Národní strana ztratila moc na úkor nové politické síly Unión Republicana, kterou vytvořili konzervativci a umírnění liberálové, avšak na charakteru vládní politiky se mnoho nezměnilo, v podstatě až do 30. let 20. století.

## La Violencia a Národní fronta
V roce 1930 se k moci po dlouhé vládě nacionalistů a konzervativců dostali liberálové. Ti udrželi vládu až do roku 1945. Provedli řadu změn. Bylo uzákoněno právo na stávku. Ženy sice zatím nezískaly volební právo, ale statut občana ano. Liberálové také výrazněji omezili tradiční protekcionismus a etatismus, což vyvolalo silné nepřátelství majitelů půdy, katolické církve, armády a obchodníků zapojených do protekcionistického systému. Monopol katolické církve byl omezen uzákoněním svobody vyznání. Zejména Alfonso López Pumarejo (vládl 1934–1938 a 1942–1945) se též hodně opíral o odbory a dělnictvo obecně. Liberálové čelili také jedné válce, s Peru v roce 1932, ale ukončili ji diplomatickou cestou roku 1934. Roku 1944 přišel pokus o převrat v Pastu, ale byl potlačen.

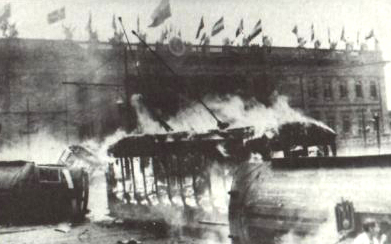
Hořící tramvaj během pouličních nepokojů po zabití Jorge Eliécera Gaitána

Roku 1946 zvítězili ve volbách konzervativci. V roce 1948 v zemi ovšem vzrostlo politické napětí, když byl zavražděn liberální politik Jorge Eliécer Gaitán. Dav v Bogotě nejen zlynčoval atentátníka, ale začal též rabovat kostely, obchody a obsadil i některé budovy. Konzervativní prezident Mariano Ospina Pérez nabídl vládu národní jednoty, ale liberálové ji odmítli a odmítli se zúčastnit i voleb v roce 1949. Konzervativec Laureano Gómez tak získal prezidentský úřad takříkajíc bez boje, ovšem to se liberálům zle nevyplatilo. Gómez zavedl řadu represivních opatření. Liberálové tak vyzvali své ozbrojené frakce na venkově, aby zahájily povstání (násilnostem se začalo říkat La Violencia). Liberální partyzány vedli lidé jako Guadalupe Salcedo nebo Saul Fajardo.
Armáda byla situací v zemi silně zneklidněna. Nelíbily se jí ozbrojené jednotky na venkově, ale důstojníci vinili z rozvratu i prezidenta Gómeze. Roku 1953 tak došlo k vojenskému převratu a armáda Gómeze svrhla. Tři měsíce poté liberálové podepsali příměří. Země byla zklidněna, ale na venkově si ozbrojené skupiny začaly žít vlastním životem a procházely různými ideovými transformacemi. Tradice „ozbrojených křídel“ stran se měla Kolumbii v brzké budoucnosti zle nevyplatit.

Vlajka komunistických partyzánů z FARC

Důstojníci instalovali jako prezidenta generála Gustavo Rojase Pinillu. Ten přišel s řadou liberálně znějících cílů (např. volební právo žen), v praxi si však osvojil spíše diktátorský způsob vlády. Chtěl tento systém ukotvit na delší dobu a založil za tím účelem stranu Movimiento de Acción Popular. To vystrašilo konzervativce a liberály, a tak se spojili a nabídli armádě jakýsi kompromis. Vznikla tzv. Národní fronta (Frente Nacional) a obě strany se měly příštích 16 let střídat pravidelně u moci, přičemž vliv ve společnosti měl být rozdělen přesně půl na půl. Armáda to akceptovala a systém Národní fronty skutečně fungoval až do roku 1974. Dopady na společnost byly ovšem rozporuplné. Z velkých měst sice zmizelo politické násilí, ale partyzánské skupiny na venkově, zklamané podivným kompromisem lídrů hlavních stran, začaly koketovat s ideologií, jež se začala v 60. letech šířit v důsledku Kubánské revoluce, a která se rychle stávala komunistickou. V roce 1964 tak vznikly Revoluční ozbrojené síly Kolumbie (FARC), o rok později Národní osvobozenecká armáda (ELN). Když pravicoví radikálové viděli, že Národní fronta není schopna se s rudými radikály vypořádat, uchýlili se k partyzánskému boji také - roku 1974 založili Hnutí 19. dubna (M-19). Řádění guerill si od roku 1964 vyžádalo 260 000 obětí a sedm milionů lidí se stalo uprchlíky.

## Moc kartelů

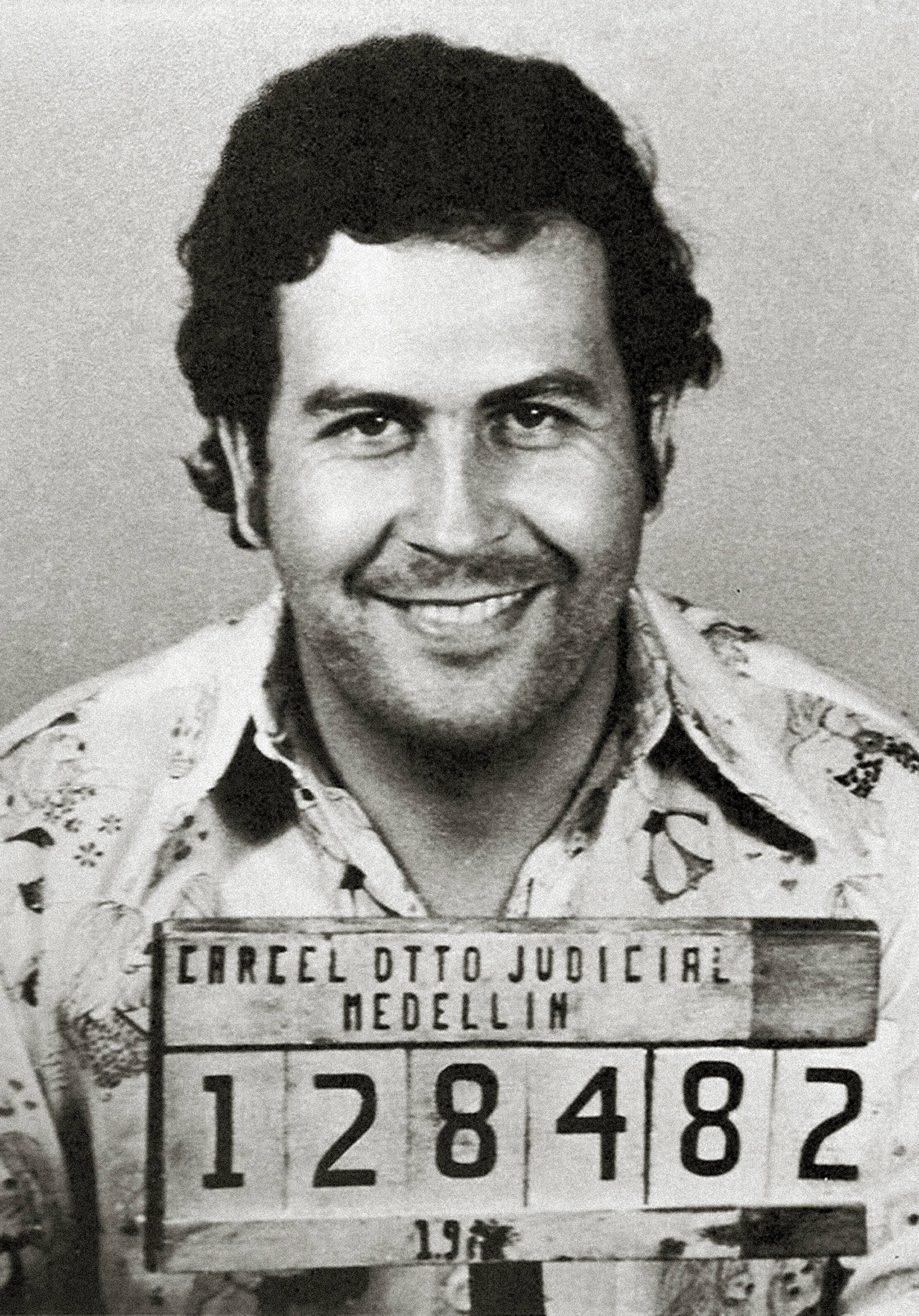
Pablo Escobar, policejní foto z roku 1977

V 70. letech došlo v Kolumbii k velkému rozmachu obchodu s drogami. Přes neblaze proslulou Banco de la República si drogoví mafiáni své peníze legalizovali. Spekuluje se o tom, zda prezident Alfonso López Michelsen tento proces vlastně nevítal. Je totiž pravdou, že legalizovaný drogový kapitál v 70. letech silně dynamizoval kolumbijskou ekonomiku (spolu s vysokou cenou kávy na trzích). Důsledkem „dodatečného kapitálu“, který tekl nekontrolovaně do ekonomiky, však byla nevyhnutelně inflace. Hospodářský růst tak končil stávkami a sociálním neklidem.
Drogové kartely Medellín a Cali, které byly zpočátku založeny na obchodu s marihuanou a posléze se většinou specializovaly na kokain, získaly ve druhé polovině 70. let obrovskou moc. Obchod s drogami se navíc stal zdrojem příjmů partyzánských skupin na venkově a oba problémy tak srůstaly do jednoho. Důkazem toho, jak drogová mafie začala ovlivňovat národní politiku, byl volební triumf vůdce Medellínského kartelu Pabla Escobara, který v roce 1982 získal křeslo v Senátu, podporován liberály. Následná kampaň novin El Espectador a ministra spravedlnosti Rodrigo Lary sice vedla k tomu, že mandát ztratil, ale Lara za to zaplatil životem, když ho mafie roku 1984 nechala zavraždit. Prezidenta Belisario Betancura nicméně tento čin přiměl konečně proti mafii začít účinněji bojovat. Nebylo to nicméně jednoduché v situaci, kdy kupříkladu roku 1985 Hnutí 19. dubna obsadilo Justiční palác v hlavním městě a vláda ho musela dobývat zpět za pomoci armády.
Medellínský kartel se stal de facto další z takových skupin, když otevřeně vyhlásil centrální vládě válku (a ta, navzdory oficiálním prohlášením o tom, že se zločinci se nevyjednává, s ním musela vést tajná jednání). Když roku 1990 mafie nechala zavraždit prezidentského kandidáta Luise Carlose Galána, ostrého kritika srůstu mafie a státní moci, bylo jasné, že Kolumbie problém drogové mafie nezvládá řešit.

## 90. léta a začátek 21. století

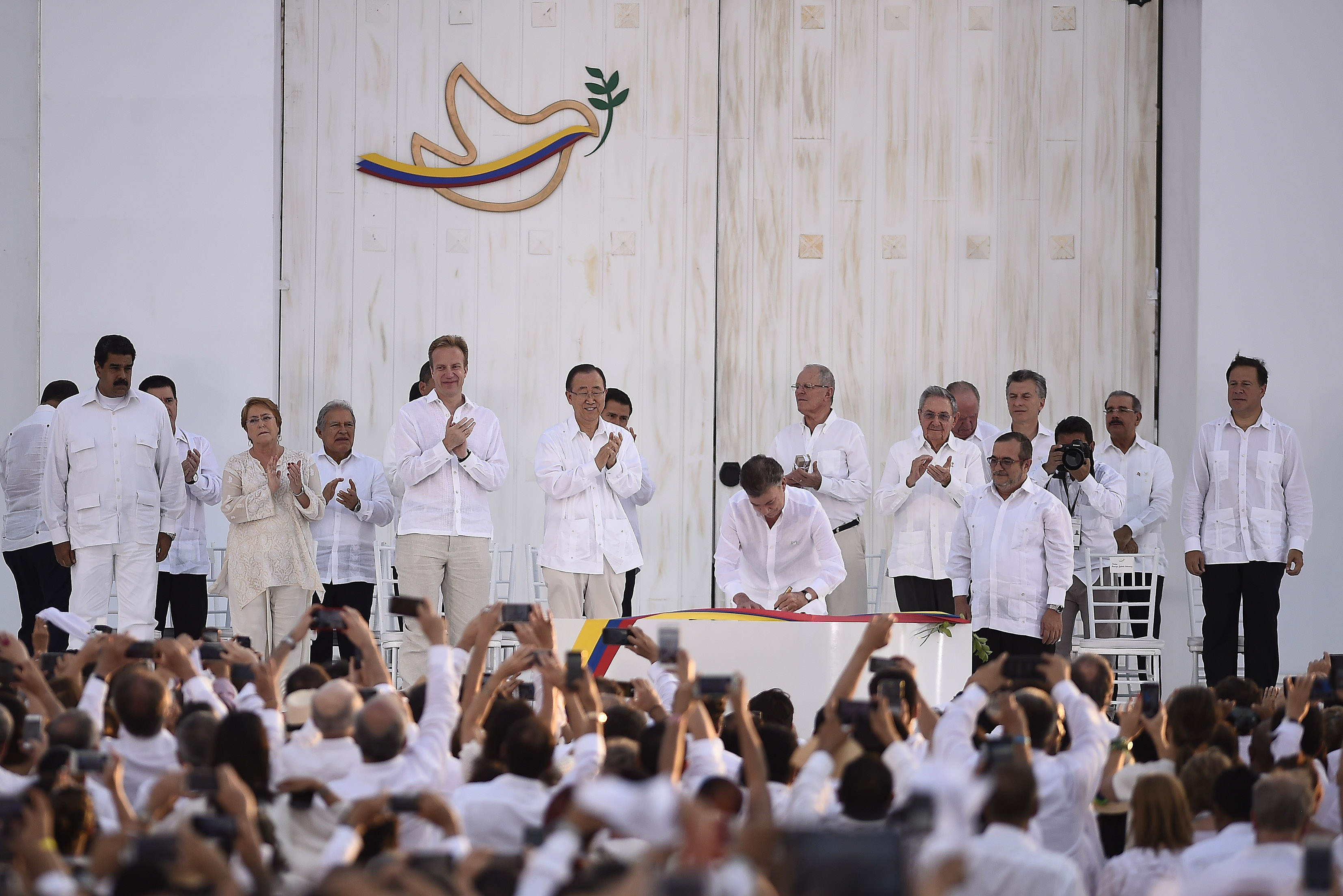
Podpis mírové dohody s FARC

Veřejnost se však jasně postavila proti starému prohnilému systému a v prezidentských volbách roku 1991 zvítězil César Gaviria, který se přihlásil ke Galánovu odkazu. Ačkoli se Gaviria opíral o tradiční liberální stranu, rozhodl se systém dvou hlavních stran v zemi narušit. Změny, které se rozhodl učinit, nebyly kosmetické. Roku 1991 kvůli tomu také svolal nové ústavodárné shromáždění a poprvé od roku 1886 razantně změnil ústavu, aby posílil demokratický systém. Zřídil v zemi Ústavní soud. Reformoval prokuraturu. Zemi částečně decentralizoval. Během svého mandátu pak liberalizoval ekonomiku a zároveň posílili prvky sociálního státu (liberální strana ostatně v 90. letech postupně přešla spíše na pozice sociální demokracie a roku 1999 vstoupila do Socialistické internacionály). I v boji s mafií Gaviria přitvrdil a v roce 1993 byl, s výrazným přispěním USA, zabit Pablo Escobar. Když však byl v roce 1994 zvolen prezidentem Ernesto Samper a vzápětí bylo prokázáno, že na svou kampaň získal peníze od drogového kartelu Cali (načež Spojené státy americké zastavily finanční pomoc Kolumbii), bylo jasné, že mafiánský problém nebude možno vyřešit rychle. Spolu s nedůvěrou zahraničních investorů přišla také ekonomická krize a navrch další vlna násilí FARC a dalších partyzánů. 90. léta tak v Kolumbii končila deziluzí a pádem nadějí z počátku desetiletí.
Roku 2002 nastoupil k moci prezident Álvaro Uribe. Jednoznačně vsadil na volný trh a uzavřel několik významných dohod o zóně volného obchodu se zeměmi Latinské Ameriky. Výsledkem bylo vymanění se z recese a hospodářský růst. Uribeho vláda také bombardovala některé tábory FARC mimo území Kolumbie, což zhoršilo vztahy s Ekvádorem a Venezuelou. Kvůli starým územním sporům se též zhoršily vztahy s Nikaraguou.
Prezident Juan Manuel Santos, který Uribeho vystřídal roku 2010, se rozhodl rozetnout letitý problém levicových partyzánů mírovou dohodou. V roce 2012 vláda a FARC podepsaly první dohodu v Havaně, v roce 2016 byla podepsána dohoda v Cartageně, podle níž všichni partyzáni měli za své zločiny dostat amnestii. Když však 2. října 2016 prezident požádal o odsouhlasení dohody Kolumbijce v referendu, vyslovili se proti. Převážil názor, že s teroristy se nevyjednává, a že nepotrestání zločinu je příliš vysokou cenou za mír. Malou náplastí na tento neúspěch pak bylo pro prezidenta Santose udělení Nobelovy ceny míru.